# Люнен
Люнен (нем. Lünen) — город в Германии, в земле Северный Рейн-Вестфалия.
Подчинён административному округу Арнсберг. Входит в состав района Унна. Население составляет 87 265 человек (на 30 июня 2024 года). Занимает площадь 59,18 км². Официальный код — 05 9 78 024.
Люнен входит в Региональную ассоциацию Вестфалия-Липпе и Рурскую региональную ассоциацию. Бывший независимый город теперь представляет собой средний по размеру городской центр, который характеризуется как промышленным, так и сельским развитием благодаря своему расположению в северо-восточной части Рурской области и на южной окраине Мюнстерланда. С 1476 года Люнен входил в средневековой Ганзейский союз как так называемый второстепенный город, а сейчас является действительным членом современного Ганзейского союза.

## География

### Географическое положение
Люнен расположен на границе между Мюнстерландом и регионом Хельвег в Вестфальской низменности, в 15 км к северу от соседнего города Дортмунд. На западе город граничит с Вальтропом в районе Реклингхаузен, на севере — с Зельмом и Верне, а на востоке Люнен граничит с городами Бергкамен и Камен. Как и Люнен, последние четыре города входят в состав района Унна, который является членом Рурской региональной ассоциации. Таким образом, Люнен можно считать частью Рурской области. Однако, особенно на севере городской территории (Альтлюнен), заметен и сельский характер из-за непосредственной близости к историческому Мюнстерланду.
Город подразделяется на 10 городских районов.
| Год  | Население |
| ---- | --------- |
| 1995 | 90 737    |
| 2000 | 92 044    |
| 2005 | 90 800    |
| 2010 | 87 783    |

В Люнене родился Экхарт Толле (1948) — духовный учитель, немецкий писатель. Также в этом городе родился видный политик «Альтернатива для Германии» Бьорн Хёкке.